# Quintus Arrius (Prätor)
Quintus Arrius war ein im 1. Jahrhundert v. Chr. lebender, der gens Arria entstammender römischer Militär und Politiker.
Quintus Arrius war 73 v. Chr. Prätor und sollte für das folgende Jahr als Nachfolger des Gaius Verres die Statthalterschaft der Provinz Sizilien übernehmen. Wegen des Dritten Sklavenkriegs hatte er aber zunächst den Konsuln Lucius Gellius Publicola und Gnaeus Cornelius Lentulus Clodianus militärisch gegen die Anführer der rebellierenden Sklaven, Spartacus und Crixus, beizustehen. In der Stellung eines Prokonsuls gelang es ihm, in einer Schlacht Crixus zu schlagen, wobei 20.000 Aufständische gefallen sein sollen. Später musste er allerdings eine Niederlage gegen Spartacus einstecken. Laut einem Scholiasten, der den Redner Cicero kommentiert, sei Arrius daraufhin auf dem Weg nach Sizilien gestorben, ehe er diese Provinz 71 v. Chr. übernehmen konnte. Doch war der Scholiast offenbar nicht genau unterrichtet und die Richtigkeit seiner Behauptung ist zweifelhaft. Mit Sicherheit kann nur konstatiert werden, dass Arrius Sizilien nicht verwaltet hat.